# Бужаниново (село)
Бужани́ново — село в Сергиево-Посадском районе Московской области России. Входит в состав сельского поселения Березняковское. Население — 1721 чел. (2010). Около села находится одноимённая железнодорожная станция.

## История

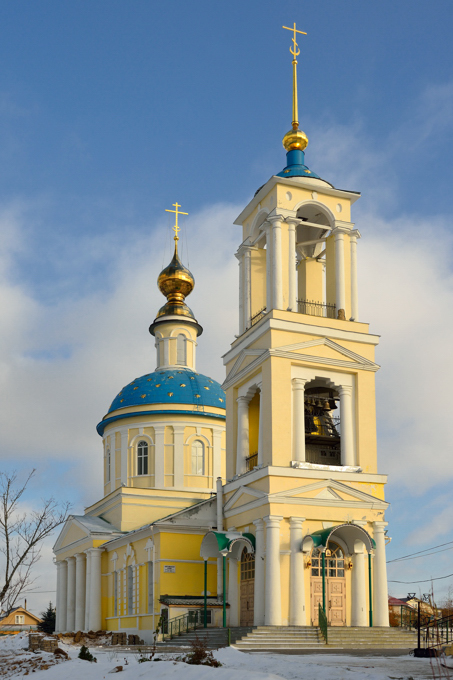
Церковь Святителя Николая Чудотворца в Бужаниново

Бужаниново «при озере Бужаниновском, из коего течёт речка Чёрная», известно с начала XV века как вотчина некоего Иванки Борзого. Впервые деревня упоминается в 1543 году. В первой половине XVI века село и 37 окрестных деревень принадлежали вотчинникам Зворыкиным. Уже в это время в селе стояла деревянная Никольская церковь с приделом «Иван Святый, списатель лествицы». В 40-е годы XVI века село Бужаниново перешло в собственность Троице-Сергиева монастыря. В XVII веке Бужаниново являлось центром одноименной ему Бужаниновской волости. В селе стояла «церковь Никола Чудотворец древяна клецки». О тесной связи села с Троице-Сергиевым монастырём свидетельствуют многочисленные вклады жителей Бужанинова и окрестных деревень в монастырь. В монастырской Вкладной книге они выделены в специальный раздел «Троицкие вотчины Бужениновские волости». В 40—50-е годы XVIII века к селу Бужаниново прилегали деревни Бортниково, Дубининское, Душищи, Митино, Полиносово, Слободка и Редриковы Горы.
С конца XIX века до 1929 года село входило в состав Рогачёвской волости Александровского уезда Владимирской губернии. При строительстве Московско-Ярославской железной дороги близ Бужанинова была открыта одноимённая станция, при которой вырос посёлок. В 1827—1831 гг. в селе построена каменная Свято-Никольская церковь. В 1954—1994 годах Бужаниново было центром Бужаниновского сельсовета, а в 1994—2006 — центром Бужаниновского сельского округа.
В Бужанинове имеются детский сад, средняя школа, детский дом-интернат.
В соответствии с постановлением Губернатора Московской области от 14.09.2004 года № 205-ПГ село Бужаниново было объединено с посёлком Бужаниново в единый населённый пункт — село Бужаниново с установлением в нём центра Бужаниновского сельского округа. Посёлок Бужаниново был исключён из учётных данных административно-территориальных и территориальных единиц Московской области.

## Происхождение названия
Предположительно название села происходит от антропонима Буженина. В писцовых книгах XVI века село упоминается как Буженинино. Например, известен крестьянин Иван Буженина живший в XV веке в Переяславском уезде, к которому относилось и село по старому административному делению, а также послух Семен Васильев сын Буженинин (XVI век, Московский уезд). Однако в материалах Генерального межевания XVIII века название зафиксировано как Бужаниново, то есть уподоблено более распространенным названиям с суффиксом «ов», причём одновременно несколько изменена и основа названия. В форме Бужаниново оно указывается и во всех более поздних источниках вплоть до наших дней.
Согласно словарю Поспелова, ударение приходится на третий слог — Бужани́ново.

## Население
| 1859 | 1886 | 1895 | 1905 | 1926 | 2002 | 2006  | 2010  |
| ---- | ---- | ---- | ---- | ---- | ---- | ----- | ----- |
| 174  | ↘140 | ↗155 | ↗191 | ↗245 | ↘21  | ↗1829 | ↘1721 |